# Foca (photographie)
Pour les articles homonymes, voir Foca.
Foca est une marque française d'appareils photographiques produits de 1945 à 1965 par la société Optique et précision de Levallois.

## Les débuts
C'est Armand de Gramont, fondateur de l'Institut d'optique théorique et appliquée, qui est à l'origine de la marque.
En 1919, il crée la société Optique et précision de Levallois (OPL) spécialisée au départ dans la fabrication d'appareils optiques pour l'armée, dont des collimateurs, des télémètres et, plus anecdotiquement, des « mitrailleuses photographiques » utilisées pour l'entrainement des pilotes de chasse.
En 1938, sous la pression des industriels français de la photographie, le gouvernement contingente l'importation des appareils allemands. Rapidement, Armand de Gramont a l'idée de fabriquer des appareils français de Format 35 mm équivalents aux Leica. Le projet est lancé en 1938.
La guerre interrompt le processus industriel (l'usine fournit du matériel à l'armée allemande) mais la recherche se poursuit et un premier modèle, le Foca deux étoiles (ou PF2), est présenté en 1945. C'est un appareil télémétrique à objectif amovible comportant entre autres innovations un télémètre très clair de couleur jaune intégré au viseur. Malgré son prix élevé (27 000 francs, l'équivalent d'un mois de salaire moyen de l'époque), c'est un succès commercial.
En 1947, la fabrication en série est transférée à Châteaudun. Différents modèles et objectifs seront produits. Tous les composants optiques et mécaniques seront conçus et fabriqués en interne à l'exception des obturateurs centraux. Au plus fort de son activité, l'usine de Châteaudun emploiera plus de 700 personnes et produira jusqu'à 3 000 appareils et objectifs par mois.

## La gamme

### Les Foca «une étoile» et Standard
- Le Foca une étoile (d'après l'insigne peint puis gravé sur le boîtier) ou PF1 (petit format 1, 1946), version simplifiée du deux étoiles inaugural auquel il se substitue pendant les quelques mois que dure l'aménagement de la nouvelle usine de Châteaudun. Dépourvu de télémètre, il est muni à demeure d'un objectif à champ large (distance focale f = 35 mm, ouverture f/3,5), plus compact et plus tolérant aux erreurs d'estimation des distances. Il en a été produit un peu plus de 5 000[3].
- Le Foca Standard (1949-1964), également orné d'une étoile. C'est un PF1 à objectif amovible compatible avec la lignée des deux étoiles et trois étoiles[4]. Son large viseur correspond à la focale de 35 mm. L'obturateur à rideaux va du 25e au 500e de seconde et permet la pose B (obturation manuelle au déclencheur souple) et, à partir de 1950, la synchronisation d'un flash. Simple et robuste, il était préconisé pour le reportage et les montages spéciaux (microscopie, astronomie, plongée…). Fabriqué à près de 26 000 exemplaires, le Standard, ne subira que peu de modifications au cours d'une carrière de 15 ans[5].

### Les Foca «deux étoiles»
- Le Foca deux étoiles ou PF2 (1945), modèle fondateur de la marque, fabriqué à Levallois-Perret à un peu moins 6 000 exemplaires[3]. Il comporte un viseur télémètre intégré (comme déjà les Contax mais pas encore les Leica, sur lesquels viseur et télémètre sont séparés) et un obturateur à rideaux de toile offrant la pose B et six vitesses échelonnées du 20e au 500e de seconde. L'objectif standard (f = 50 mm, ouverture f/3,5), couplé au télémètre, est amovible et télescopique (il se rentre dans le boîtier au repos). Des perfectionnements peu courants à l’époque sont déjà présents : déclencheur sur le capot, armement couplé à l'avancement du film (avec compteur et blocage à chaque vue), lentilles traitées anti-reflets sur toutes les faces (couche mince de fluorure de magnésium leur donnant un aspect bleuté). Autre particularité : un même bouton sert à l’armement et au réglage des vitesses.
- Le Foca PF2B (orné également de deux étoiles), fabriqué à partir de 1947 dans la nouvelle usine de la marque à Châteaudun. C'est un PF2 amélioré. La vitesse d'obturation va du 25e au 1 000e de seconde. La teinte jaune du viseur télémètre disparaît au profit d’une semi-dorure incolore et plus contrastée. De nouveaux objectifs interchangeables sont développés, tous d'excellente qualité (ils portent désormais la marque Oplar). Le télémètre n'est cependant couplé qu'aux objectifs de 50 mm (pour les autres focales, on reporte manuellement la distance indiquée par le télémètre). Optionnelles au début, les prises de synchronisation de flash se généralisent après 1950. La production durera dix ans et dépassera les 50 000 exemplaires[3].

### Les Foca «trois étoiles»

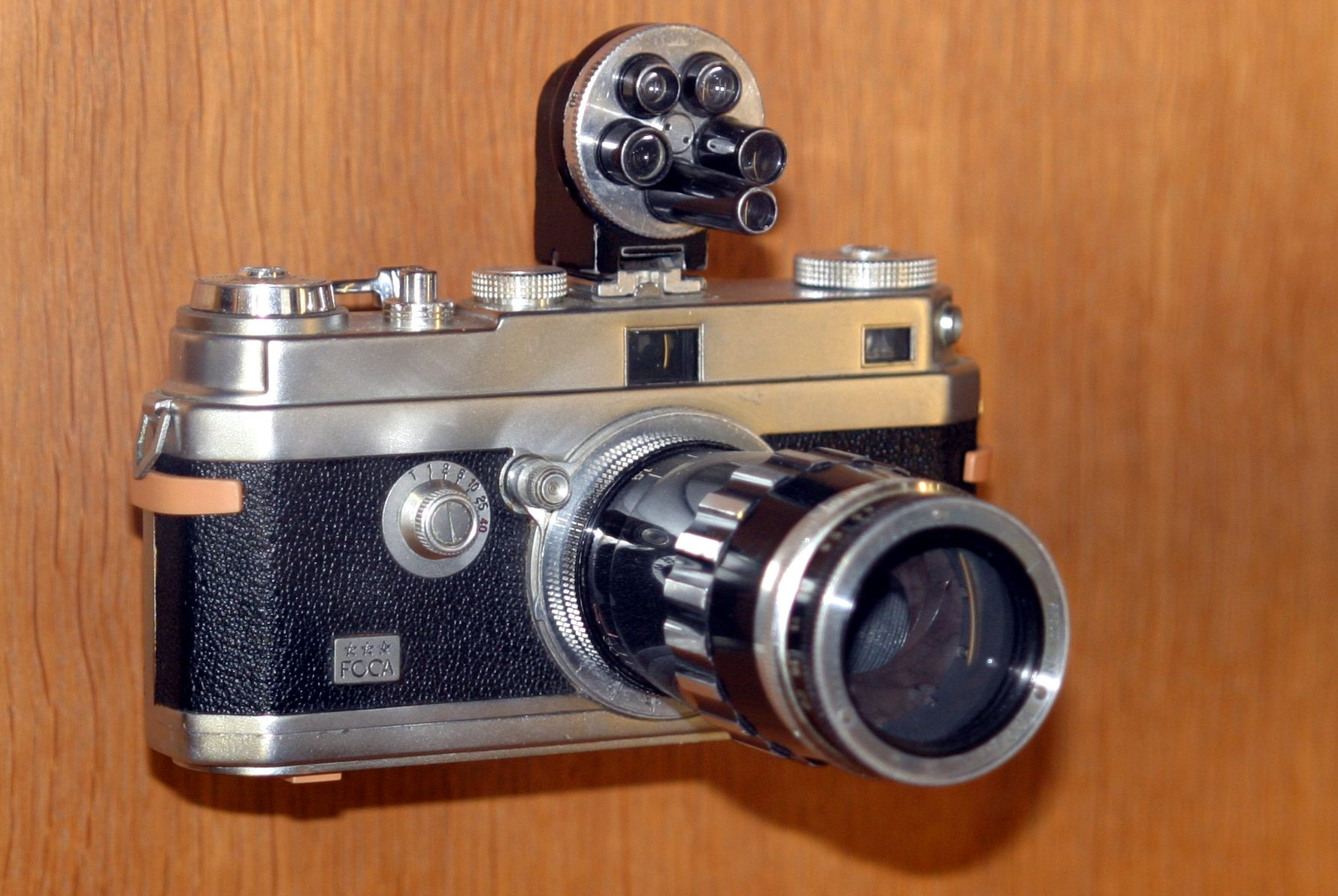
Un Foca PF3L avec objectif 135 mm et viseur universel

- Le Foca PF3 (1947-1955). C’est un PF2B complété d'un mécanisme de vitesses lentes (de la seconde au 25e de seconde et pose T à deux temps). Il porte trois étoiles. Sa production, qui ne devient importante qu’après 1950, est estimée à un peu plus de 13 000[3].
- Le Foca PF3L (1956-1960), évolution du PF3. L'armement se fait désormais par un levier (d’où la lettre L), le compteur de vues devenant dégressif. L’étanchéité du boîtier et la vitesse de défilement des rideaux sont améliorées. La position du déclencheur est modifiée tandis que le levier de débrayage passe à l’arrière du capot. Ce modèle a été produit à environ 7 500 exemplaires[3].

### Les Foca Universel
- Le Foca Universel (1949-1955), appareil dérivé du PF3 de façon à permettre le couplage du télémètre à toutes les focales. Très semblable à celui-ci, il se reconnaît au premier coup d’œil par l’absence de table des profondeurs de champ sur le boîtier. Les objectifs sont optiquement identiques à ceux des PF (cinq focales de 28 à 135 mm, ouverture allant jusqu'à f/1,9 pour le 50 mm) mais la monture est à baïonnette et la rampe de mise au point est propre à chaque objectif. Il en a été fabriqué quelque 23 500[3].
- Le Foca Universel R (1956-1960), évolution analogue à celle du PF3L, reconnaissable à son levier d’armement rapide (voir ci-dessus). L’Universel R est pourvu en outre d’un dispositif de déclenchement différé (retardateur, d’où la lettre R). Il a été produit à 16 500 exemplaires[3].
- Le Foca Universel RC (1961-1964), le plus sophistiqué de la gamme. Il se distingue par son grand viseur collimaté à correction automatique de la parallaxe. La production s'est définitivement arrêtée peu après le 2 000e exemplaire[3].

### Les Focasport et le Focamatic

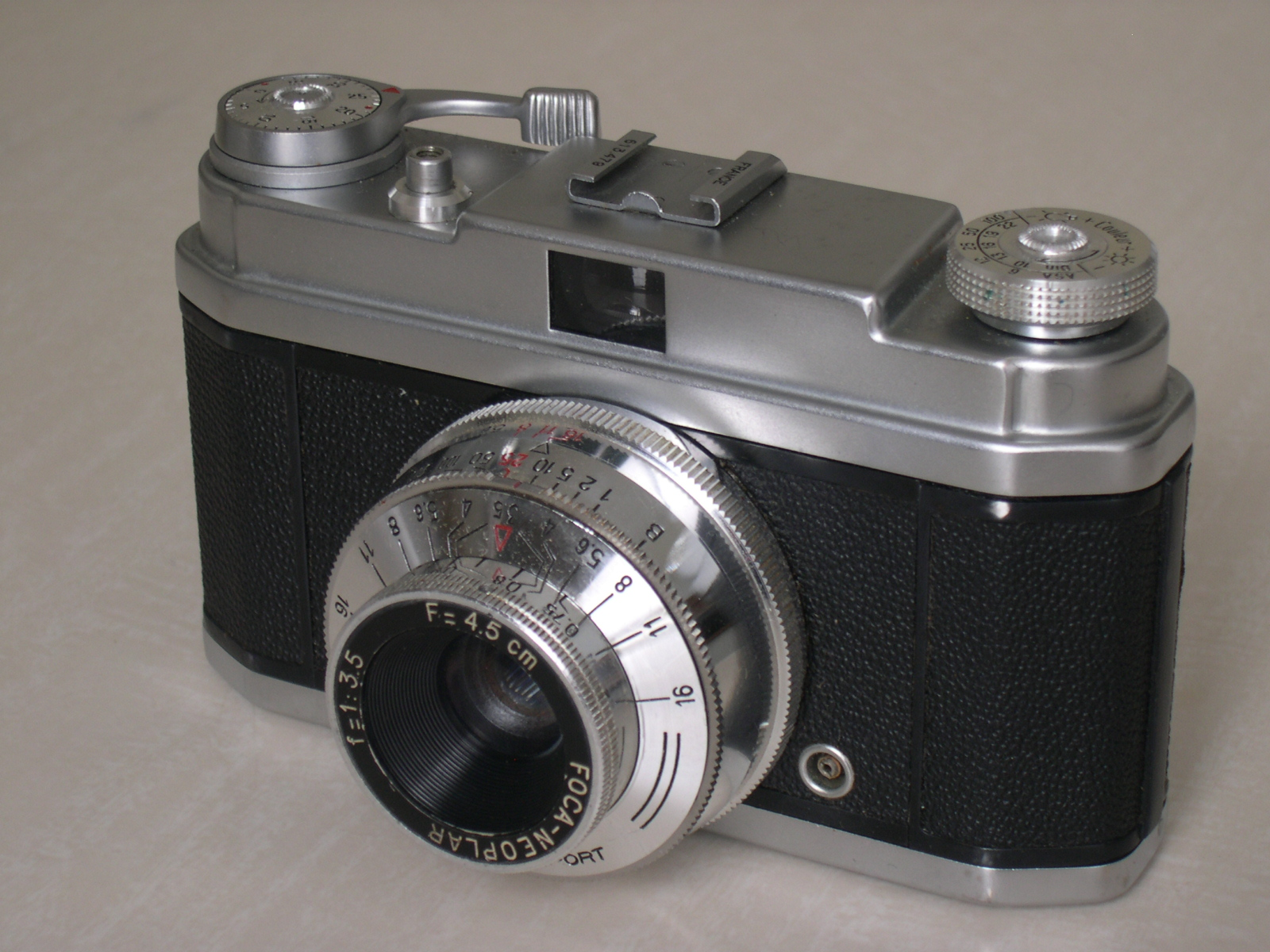
Un Focasport 1 (1re série), version la plus simple, 1958

- Le Focasport 1re série (1955-1961), modèle à obturateur central à deux pales (Crouzet puis Atos, de 1 s à 1/300 s avec pose B et synchroflash) et objectif fixe (45 mm, f/3,5 puis f/2,8). Cet appareil populaire mais de bonne facture a été conçu pour répondre à une demande d'appareils 24x36 plus accessibles liée à l'essor de la diapositive couleur. Il a été décliné en six versions plus ou moins élaborées: molette puis levier d'armement, viseur simple ou collimaté, télémètre couplé, posemètre intégré (Réalt ou Chauvin-Arnoux). Sa production a atteint les 300 000 exemplaires, dont un tiers télémétriques[3].
- Le Focasport 2e série (1962-1964). Cette deuxième série, légèrement plus sophistiquée, a été lancée dans l'espoir de rester compétitif sur un marché désormais ouvert à la concurrence internationale. Outre un confortable viseur collimaté, elle reprend quelques nouveautés introduites sur le Focaflex: levier d’armement et manivelle de rembobinage encastrés, bagues de vitesses et de diaphragmes conjuguées et crantées, indices de lumination, obturateur Atoms à cinq pales et retardateur. La vitesse atteint le 500e de seconde sur certaines versions. La plus luxueuse est équipée d’un posemètre (fourni par Voigtländer) et d’un télémètre, l’un et l’autre couplés aux bagues de réglages et lisibles dans le viseur. Le déclenchement se fait non plus sur le capot mais sur le bloc optique, ce qui dégage le front de l’appareil pour toutes ces options. Cette série compte 52 000 appareils dont 32 000 télémétriques[3].
- Le Focasport 3e série (1963-1964), résultat d’ultimes économies réalisées sur les matériaux, la finition et les performances mécaniques (obturateur, diaphragme). Seuls l’optique et peut-être l’assemblage seraient réellement de fabrication Foca[3]. Les options comprennent un posemètre et un flash escamotable (pile et lampes magnésiques jetables).
- Le Focamatic (1961), variante du Focasport 2e série intégrant un dispositif original de réglage automatique de l'exposition (combinateur inauguré sur le Focaflex automatique). Ce dispositif est actionné mécaniquement par pression sur le déclencheur, qui se bloque si la luminosité est insuffisante. Il en a été produit 12 000[3].

### Les Focaflex

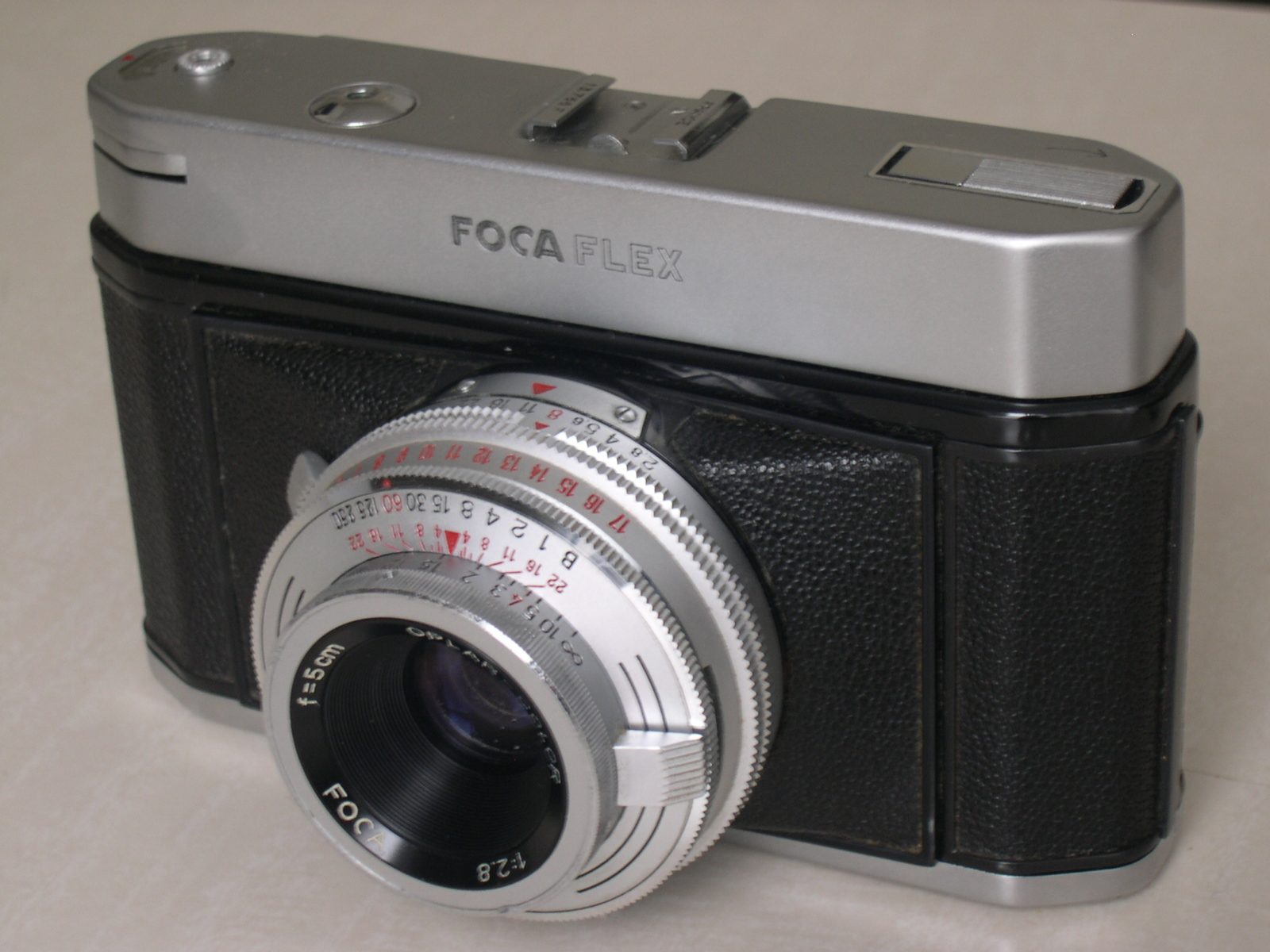
Un Focaflex, 1re version, 1959.

- Le Focaflex (1958-1963), appareil à visée reflex directe de conception originale. L'image visée est formée sous le miroir escamotable, semi-transparent et tourné vers le bas, d’où un moindre encombrement (le prisme redresseur ne ressort pas du boîtier). La visée se fait à pleine ouverture (présélection automatique du diaphragme), sans verre dépoli mais avec un stigmomètre pour la mise au point. L'obturateur, de type central (Atoms à cinq pales, de la seconde au 250e de seconde, pose B, synchroflash et retardateur), est solidaire de l'objectif (50 mm f/2,8), qui est inamovible. Les bagues des diaphragmes et vitesses sont conjuguées sur une échelle d'indices de lumination. Malgré la complexité du mécanisme — l'ouverture de l'obturateur est précédée de sa fermeture et de l'occultation de l'oculaire puis du basculement du miroir et d'un écran protégeant la pellicule —, le déclenchement s’avère doux, précis et quasi instantané. Il faut cependant réarmer pour rétablir la visée.
- Le Focaflex automatique (1960-1964), version avec posemètre couplé utilisant une large cellule photo-électrique au sélénium protégée par un volet rabattable. L'automatisme, débrayable, est purement mécanique: un combinateur actionné par un bouton situé sur le devant du boîtier à gauche de l'objectif présélectionne le diaphragme convenable par coïncidence d'un palpeur avec l'aiguille du galvanomètre en fonction de la sensibilité et de la vitesse choisies. La valeur du diaphragme s’affiche dans le viseur. Ce système s'apparente au sélecteur automatique de diaphragme étrenné sur le 24 × 36 Savoyflex 3 (Royer, 1958).
- Le Focaflex II (1961-1964), version à objectifs interchangeables. L'obturateur central (Prontor Reflex) devient solidaire du boîtier pour permettre l'amovibilité des objectifs. Un anneau de microprismes vient compléter le stigmomètre. Quatre objectifs ont été réalisés pour cet appareil (f = 35 mm, 50 mm, 90 mm et 150 mm). La monture est à baïonnette avec présélection automatique du diaphragme. La position de l'obturateur nécessite une formule complexe pour repousser la dernière lentille de l'objectif en deçà de celui-ci, d'où un surcoût et des limitations vers les courtes focales.

Toutes versions confondues, il a été produit un peu moins de 19 000 Focaflex, dont environ 5 000 automatiques et 2 000 à objectifs interchangeables.

### Les autres productions
- Le Marly (1963), appareil rudimentaire de format 4 x 4, tentative malheureuse d'alignement sur les prix de la concurrence (très probablement sous-traité[3]).
- Des appareils simplifiés pour des applications spécifiques: microscopie (Nachet), relevage de compteurs (PTT).
- Des objectifs spéciaux (téléobjectifs Téléoplar 200 mm f/6,3 et Miroplar 500 mm f/6,3, objectifs Macroplar 50 mm et 105 mm pour macrophotographie) et deux chambres reflex (une version droite, une autre coudée) s'intercalant entre le boîtier et ces objectifs ou un microscope.
- L'agrandisseur Autoplex spécialement conçu pour les négatifs de petit format avec conservation de la mise au point et dispositif de variation de contraste.
- La visionneuse de diapositives Focascope avec magasin et passe-vues automatique.
- Les projecteurs de diapositives Foca 300 W et 150 W, produits en collaboration avec la société Réalt.
- Des cadres réducteurs de champ et des viseurs de différentes focales, dont l'Universel, collimaté à cinq focales avec correction de la parallaxe, et le Focanox, collimaté avec cadre luminescent.
- Le flash magnésique Focaflash et, en collaboration avec une société parisienne, le flash électronique Focasol.
- Des filtres, parasoleils, tubes rallonges et lentilles additionnelles.
- Enfin, des accessoires ont été réalisés par d'autres firmes spécialement pour du matériel Foca: caissons étanches pour photo sous-marine (Beuchat), sacoches en cuir, mallettes.

## La disparition de la marque
Jusqu'en 1960, Foca bénéficie du protectionnisme qui prévaut dans l'immédiat après-guerre. Une première attaque survient au milieu des années cinquante avec le montage en France du Kodak Rétinette qui, par sa commodité et son bon rapport qualité-prix, attire à lui une partie de la clientèle visée par le Standard. Foca y répond en sortant à son tour un appareil 24 × 36 « grand public », le Focasport. À partir de 1960, à la suite du traité de Rome, les entraves aux importations de matériel photographique sont levées. Foca tente de résister à la concurrence allemande et japonaise en passant à des productions meilleur marché où le plastique fait son apparition (Focamatic, dernières générations de Focasport, Marly). S'éloignant quelque peu du créneau « haut de gamme » qui faisait sa réputation, la marque s'efforce d'y garder un pied en développant de nouvelles versions du Focaflex et surtout un Foca Universel très perfectionné, le modèle RC. Malheureusement, les appareils télémétriques sont rapidement marginalisés par la vogue des appareils reflex, catégorie où Foca est moins compétitif.
Malgré une inventivité soutenue et des projets prometteurs (un Focaflex à rideaux, un moyen format 6 × 6 inspiré de l'Universel), la société OPL arrête son activité photographique à la fin de l'année 1964, deux ans après la mort de son fondateur, et fusionne avec le fabricant d'objectifs et d'instruments optiques SOM-Berthiot sous le nom de SOPEM (Société d'optique, précision, électronique et mécanique) puis SOPELEM. Un service après-vente subsistera jusqu'au début des années 1970.
La marque Foca ne se sera imposée qu'une petite vingtaine d'années sur le marché français du petit format mais sa réputation perdurera en raison de la longévité de ces appareils, certains étant encore utilisés et appréciés aujourd'hui.

## Sources
- Bernard Vial, Prestige de la photographie no 8, janvier 1980 (consultable sur le site Foca-collection)
- Jean-Loup Princelle et Daniel Auzelloux, Focagraphie, 2006, Le Rêve Edition, Ondreville.